# Tecumseh
Tecumseh (/tɪˈkʌmsə, -si/ TIH-kum-SƏ-,_---see; n. 1768, Chillicothe⁠(d), Ohio, SUA – d. 5 octombrie 1813, Moravian Indian Reserve 47⁠(d), Ontario, Canada) a fost o căpetenie  Shawnee⁠(d) sub comanda căreia amerindienii s-au împotrivit extinderii teritoriului Statelor Unite⁠(d) pe pământurile lor natale. Orator stăruitor, Tecumseh a străbătut în lung și-n lat regiunea Marilor Lacuri pentru a promova unitatea intertribală și a înființat Confederația triburilor amerindiene⁠(d). Deși încercările sale de a crea alianțe între triburi s-a încheiat cu moartea sa în Războiul din 1812, a devenit un erou popular⁠(d) emblematic în istoria populară americană, amerindiană și canadiană.
Tecumseh s-a născut în teritoriul Ohio, într-o perioadă în care amerindienii Shawnee din regiuni îndepărtate se reuneau în patria lor din acest ținut. În timpul copilăriei sale, poporul Shawnee a pierdut teritorii în fața coloniile americane aflate în expansiune după mai multe bătălii. Tatăl lui Tecumseh a fost ucis în Bătălia de la Point Pleasant⁠(d) în 1774. După moartea sa, acesta a fost îngrijit de fratele său mai mare, renumitul războinic Cheeseekau⁠(d), care și-a pierdut viața în luptă în 1792. În tinerețe, acesta a luat parte sub comanda căpeteniei Shawnee Blue Jacket⁠(d) la diverse bătălii împotriva forțelor armate americane, însă au fost învinși în Bătălia de la Fallen Timbers⁠(d) din 1794 și au pierdut o mare parte din teritoriul Ohio prin Tratatul de la Greenville⁠(d)  din 1795.
În 1805, fratele său mai mic, Tenskwatawa⁠(d), care a ajuns să fie cunoscut sub numele de Profetul Shawnee, a fondat o mișcare religioasă, care promova revenirea la stilul de viață tradițional și respingerea influențelor europene. În 1808, Tecumseh și Tenskwatawa au înființat Prophetstown⁠(d), un sat din Indiana de astăzi, care a devenit o imensă comunitate multitribală. Tecumseh a călătorit constant pentru a răspândi mesajul fratelui său și a devenit foarte cunoscut. Acesta susținea că amerindienii dețin împreună pământurile și i-a îndemnat să nu cedeze alte teritorii fără consimțământul tuturor triburilor. Mesajul a creat neliniște atât în rândul liderilor americani, cât și în rândul căpeteniilor care își doreau un acord cu Statele Unite. În 1811, când Tecumseh era plecat în sud pentru a recruta aliați, coloniștii americani, aflați sub conducerea lui William Henry Harrison, l-au învins pe Tenskwatawa în Bătălia de la Tippecanoe⁠(d) și au distrus Prophetstown.
În Războiul din 1812, Tecumseh a devenit aliatul britanicilor, a recrutat războinici amerindieni și a participat la Bătălia de la Detroit⁠(d) din august 1812. În anul următor, a condus o campanie militară împotriva Statelor Unite în Ohio și Indiana, însă a fost învins. Când forțele navale americane au preluat controlul asupra Lacului Erie în 1813, Tecumseh s-a retras fără tragere de inimă împreună cu britanicii în Canada de Sus, însă au fost nevoiți să-i înfrunte pe americani în Bătălia de la Thames⁠(d) din 5 octombrie 1813. Tecumseh și-a pierdut viața în luptă, confederația fondată de acesta s-a prăbușit, iar teritoriile pentru care a luptat au fost în cele din urmă cedate Guvernului Statelor Unite. 

## Biografie
Tecumseh s-a născut în teritoriul Shawnee⁠(d), pe pământurile statului Ohio de astăzi, între 1764 și 1771. Cele mai bune dovezi sugerează o dată de naștere în jurul lui martie 1768. Pronunția shawnee a numelui său - „Tecumthé” - provine din surse străine. S-a născut în clanul Panther din subtribul Kispoko⁠(d), parte a tribului Shawnee. Conform unor istorisiri, Tecumseh a fost numit după o stea căzătoare observată la momentul nașterii sale, deși tatăl său și o parte din frații său, în calitate de membri ai clanului Panther, au fost numiți după același meteor.
Tecumseh s-a născut probabil în orașul shawnee Chillicothe, în valea ⁠(d) sau într-un sat Kispoko din apropiere. Tatăl lui Tecumseh, Puckeshinwau, a fost o căpetenie Shawnee a subtribului Kispoko. Mama sa, Methoataaskee, făcea probabil parte din subtribul Pekowi⁠(d) și clanul Turtle, deși unele tradiții susțin că era Muscogee⁠(d). Există posibilitatea ca mama sa să fi fost rudă cu William Weatherford⁠(d). Tecumseh a fost al cincilea dintre cei opt copii ai cuplului. Părinții său s-au întâlnit și căsătorit pe teritoriile Alabamei de astăzi, unde mulți amerindieni shawnee s-au stabilit după ce au fost alungați din teritoriul Ohio de către irochezi în Războaiele Beaver⁠(d) din secolul al XVII-lea. În jurul anului 1759, Puckeshinwau și Methoataaskee s-au mutat înapoi în teritoriul Ohio, patria lor tradițională.
În 1763, Imperiul Britanic a revendicat teritoriul Ohio după victoria sa în Războiul franco-indian. În același an, Puckeshinwau a luat parte la Războiul lui Pontiac⁠(d), o campanie pantribală a cărui scop era preluarea controlului asupra regiunii de la britanici. Tecumseh s-a născut în deceniul pașnic de după războiul lui Pontiac, o perioadă în care Puckeshinwau a devenit probabil căpetenia așezării Kispoko de pe Scioto.
Când războiul de independență dintre britanici și coloniile americane a început în 1775, mulți indieni shawnee s-au aliat cu britanicii, desfășurând raiduri în Kentucky cu scopul de a-i alunga pe coloniști. Tecumseh, prea tânăr pentru a lupta, a fost printre cei forțați să imigreze pentru a nu cădea victimă atacurilor americane. În 1777, familia sa s-a mutat de pe râul Scioto într-un oraș Kispoko situat pe râul Mad⁠(d), în apropiere de actualul Springfield, Ohio⁠(d).